# Sziklás-hegységi hópinty
A sziklás-hegységi hópinty (Leucosticte atrata) a madarak osztályának verébalakúak (Passeriformes) rendjébe a pintyfélék (Fringillidae) családjába tartozó faj.

## Rendszerezése
A fajt Robert Ridgway amerikai ornitológus írta le 1874-ben.

## Előfordulása
Az Amerikai Egyesült Államok területén honos. Természetes élőhelyei a tundrák. Vonuló faj.

## Megjelenése
Testhosszúsága 16 centiméter.
|  |

## Természetvédelmi helyzete
Az elterjedési területe még nagy, egyedszáma 10000-19999 példány közötti és gyorsan csökken. A Természetvédelmi Világszövetség Vörös listáján veszélyeztetett fajként szerepel.